# Loris Kessel
Pour les articles homonymes, voir Kessel.
Loris Kessel, né le 1er avril 1950 à Lugano et mort le 15 mai 2010 à Montagnola, est un pilote automobile suisse. Il a notamment participé à trois Grands Prix de Formule 1 en 1976 au volant d'une Brabham BT44B du RAM Racing. Après avoir abandonné le volant, il devient directeur de sa propre écurie, Kessel Racing, fondée en 2006.

## Biographie
Loris Kessel doit à son modeste coup de volant mais surtout à sa nationalité suisse le fait d'avoir pu s'engager en championnat du monde de Formule 1. Grâce à sa fortune personnelle et au soutien de la manufacture d'horlogerie Tissot, il décroche un baquet au sein du RAM Racing qui engage des Brabham BT44B en 1976. Sa première sortie lors du Grand Prix d'Espagne se solde par une non-qualification mais il décroche son billet pour le Grand Prix de Belgique où il se qualifie en fond de grille, vingt-troisième pour terminer à une honnête douzième place. Il se qualifie en vingt-sixième position lors du Grand Prix de Suède suivant, à Anderstorp mais est contraint à l'abandon. Kessel rate sa qualification lors du Grand Prix de France mais se rattrape sur l'Osterreichring où il est vingt-cinquième sur la grille de départ (il ne prendra pas part à la course). En fin de saison le RAM Racing engage une Williams FW au Grand Prix d'Italie mais le pilote helvète est jugé trop lent et donc dangereux à l'issue des essais libres et n'obtient pas la permission de tourner en essais qualificatifs.
Lors du Grand prix d'Allemagne 1976, Kessel, remercié par son équipe mais pas remboursé des avances qu'il lui avait faites, fait apposer des scellés par un huissier sur l'ensemble du matériel de RAM Racing, la veille de la course. Le lendemain, la saisie est confirmée par le tribunal de Coblence, et RAM Racing ne peut utiliser qu'un "mulet" pour participer au grand prix.
À la suite de ses médiocres résultats la saison passée, Kessel ne parvient pas à décrocher un volant pour 1977. Soutenu par le Jolly Club et Tissot, il monte alors sa propre écurie, Apollon Racing, et engage une Williams FW04-Cosworth rebaptisée Fly. L'Apollon est engagée dès le début de la saison mais est indisponible pour les quatre premières courses de l'année. La Fly débute au Grand Prix d'Italie mais Kessel ne parvient pas à se qualifier. Il perd alors la confiance du Jolly Club, retire son écurie du championnat et abandonne la compétition automobile.
Après avoir abandonné le volant, il devient directeur de sa propre écurie, Kessel Racing, fondée en 2006. Il meurt d'une leucémie le 15 mai 2010.

## Résultats en championnat du monde de Formule 1
| Saison | Écurie         | Châssis                   | Moteur      | Pneus    | GP disputés | Points inscrits | Classement |
| ------ | -------------- | ------------------------- | ----------- | -------- | ----------- | --------------- | ---------- |
| 1976   | RAM Racing     | Brabham BT44B Williams FW | Cosworth V8 | Goodyear | 3           | 0               | n.c.       |
| 1977   | Apollon Racing | Fly                       | Cosworth V8 | Goodyear | 0           | 0               | n.c.       |